# Castell de Santo Antón
El castell de Santo Antón és un castell del segle xvi que formava part, juntament amb els castells de Santa Cruz i San Diego, d'una xarxa estratègica de castells i bateries per a la defensa de la ciutat de la Corunya, a Galícia.
Fou declarat Monument Històric Artístic el 1949 i des de 1994 té la consideració de Bé d'interès cultural en la categoria de monument. Des de la seva inauguració el 1968 alberga el Museu Arqueològic i Històric de la Corunya.

## Descripció
Es tracta d'una fortalesa construïda durant el segle xvi a l'entrada de la badia de la Corunya. Els seus antecedents formals els trobem en els castells italians de començaments del segle xvi, construïts per enginyers sota les ordres de Carles I, i en el Castell de Sant Telm a Nàpols com un dels exemples més propers.
La seva estructura és allargada, adaptant-se al promontori i amb l'entrada orientada cap al port. L'entrada està defensada per santabàrbares excavades a la roca. A la portada hi trobem els escuts de l'Imperi i de la Inquisició.

## Antoni de Villarroel
El defensor de Barcelona durant el setge de 1714 Antoni de Villarroel va passar els darrers anys de la seva vida empresonat en aquest castell. Arribà l'any 1715 i va morir el 22 de febrer de 1726 en una cel·la que s'inundava amb les onades de la mar, les quals li van fer patir una paràlisi total de les cames fins a la seva mort.

## Galeria d'imatges

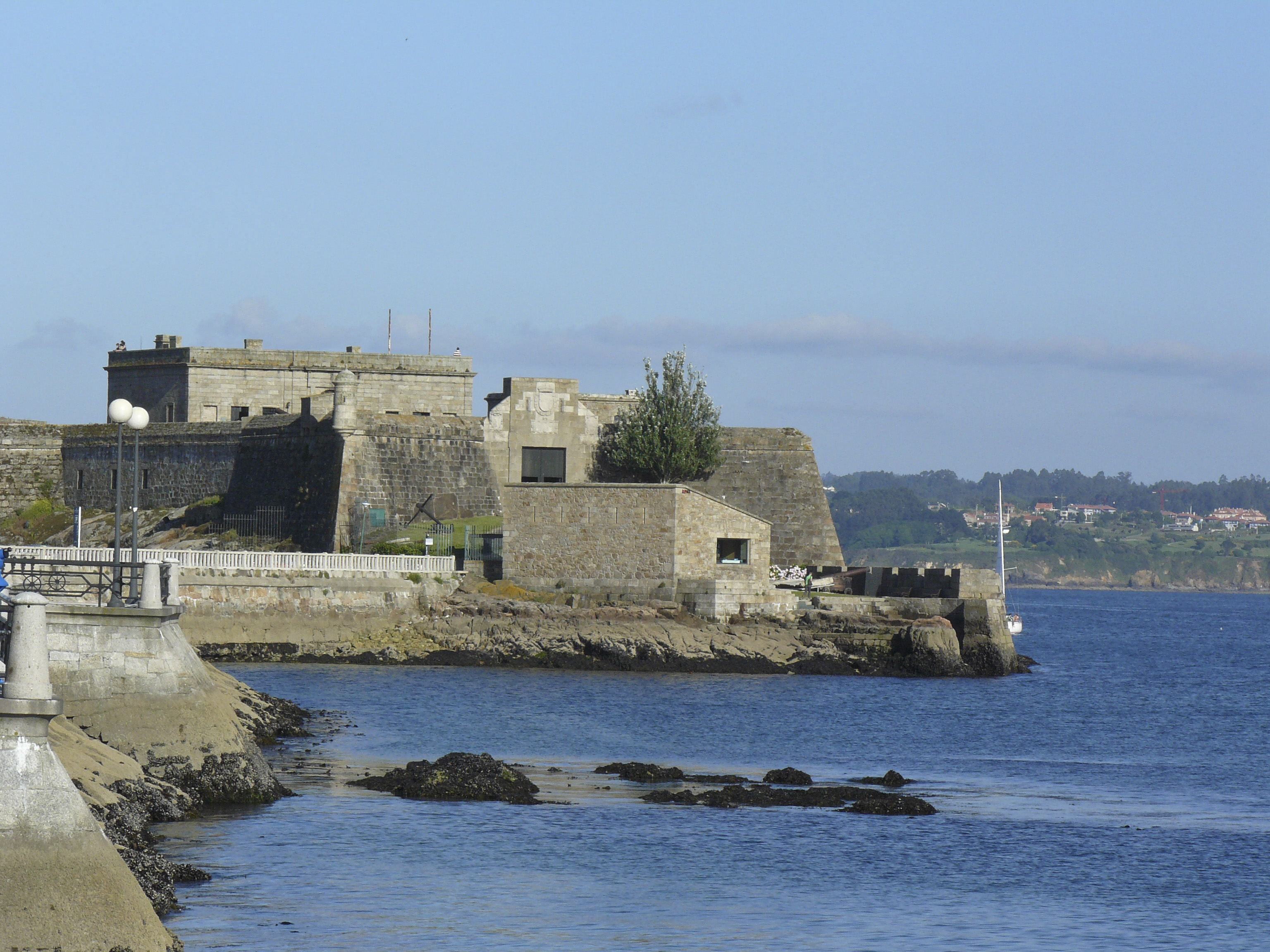
Vista del castell
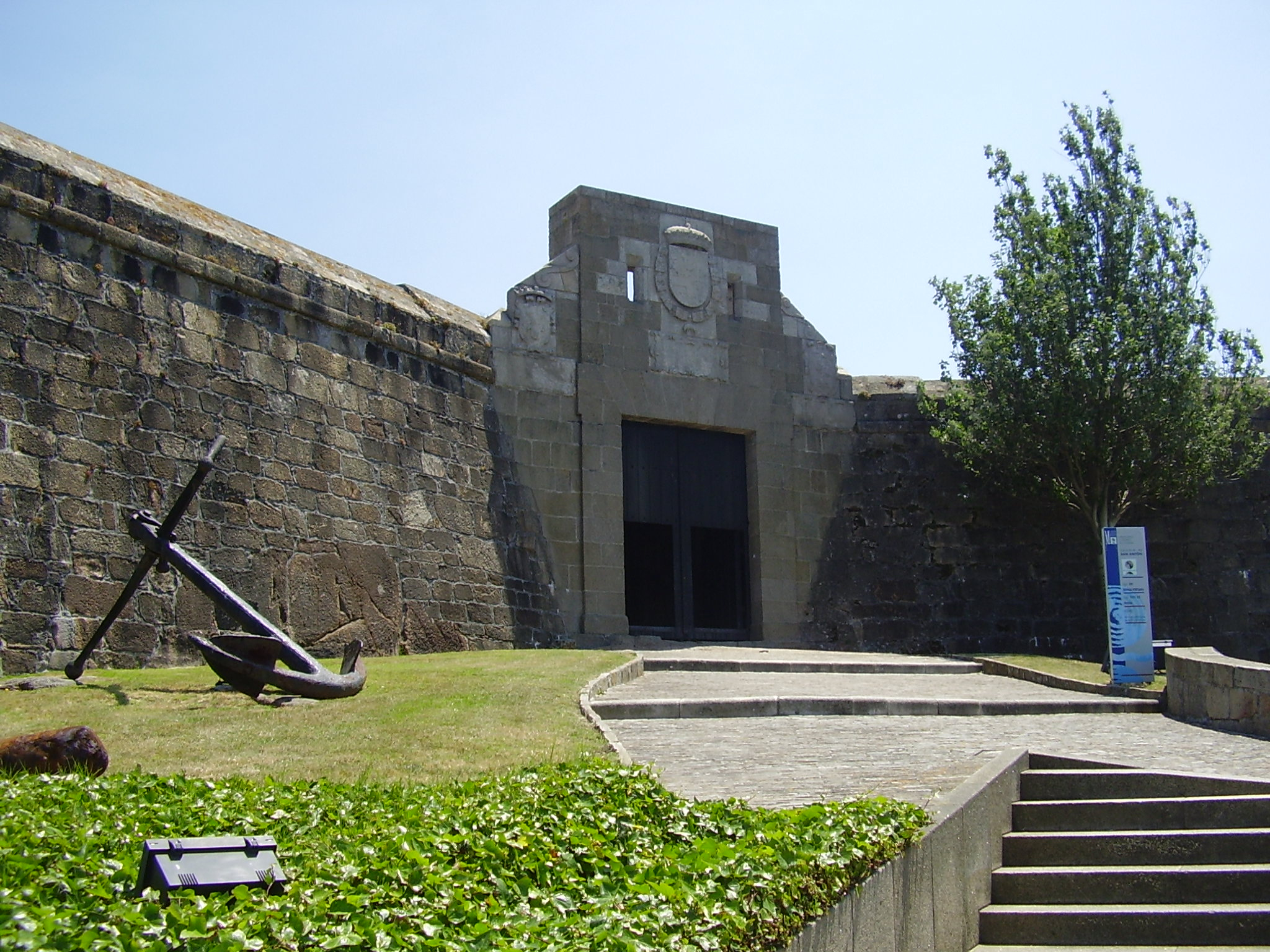
Entrada al castell